# 臭化銅(I)
臭化銅(I)（しゅうかどう(I)、Copper(I) bromide）は、化学式がCuBrの無機化合物である。反磁性の固体で、硫化亜鉛と同様のポリマー構造をとる。この化合物は有機合成に広く用いられる。

## 性質
銅(II)不純物のためにしばしば着色（写真参照）されるが純粋なものは無色である。臭化銅(I)は臭化物イオンによって四面体のCu中心が相互連結された特徴的な四配位のポリマー構造のためほとんどの溶媒には溶けない。ルイス塩基で処理すると付加化合物に変化する。例えば、ジメチルスルフィドでは無色の錯体が形成する。
{\displaystyle {\ce {CuBr\ + S(CH3)2 -> CuBr(S(CH3)2)}}}
この錯体は線形ジオメトリで、銅は二配位である。また、他のソフトな配位子により関連した錯体を作ることもできる。例えば、トリフェニルホスフィンはCuBr(P(C6H5)3)を与える。しかし、この化学種はより複雑な構造をとる。

## 合成
一般的には、臭化物の存在下で銅(II)塩を亜硫酸塩で還元することで合成される。
{\displaystyle {\ce {2CuBr2\ + H2O\ + SO3^{2-}-> 2CuBr\ + SO4^{2-}\ + 2HBr}}}
また、塩化銅(I)の合成と同じような方法で、臭化水素酸に銅粉末を溶解させても生成する。
{\displaystyle {\ce {2HBr\ + 2Cu -> 2CuBr\ + H2}}}

## 有機化学への応用
ザンドマイヤー反応では、CuBrはアニリン化合物を対応する臭化アリールに変換する。
{\displaystyle {\ce {ArN2^+\ + CuBr -> ArBr\ + N2\ + Cu^+}}}
先述の錯体CuBr(S(CH3)2)は有機銅試薬の合成に広く用いられる。関連するCuBr錯体は原子移動ラジカル重合（Atom Transfer Radical Polymerization）と銅触媒クロス脱水素カップリング（CDC）の触媒に使われる。